# Phobetes rufipes
Phobetes rufipes là một loài tò vò trong họ Ichneumonidae.